# Презелие
Презѐлие (на италиански: Preseglie, на източноломбардски: Presèi, Презей) е село и община в Северна Италия, провинция Бреша, регион Ломбардия. Разположено е на 391 m надморска височина. Населението на общината е 1581 души (към 2011 г.).